# 黄世杰
黄 世杰（こう せいけつ、フアン シージエ、1979年〈民国68年〉1月5日 - ）は、中華民国（台湾）の弁護士、政治家。民主進歩党所属の元立法委員。

## 経歴
2014年、桃園市長の鄭文燦の推薦で桃園市政府顧問を4年間務めた。
2019年、翌年の立法委員選挙の桃園市第二選挙区の党内予備選挙で陳頼素美に勝利し、民進党から正式に指名された。選挙の結果、同選挙区史上最多の111,963票で初当選した。
2024年の第11回立法委員選挙では、国民党候補にわずか1000票の僅差で敗れ、落選した。
2024年5月20日、法務部政務次長に就任した。

## 選挙記録
| 年度 | 選挙               | 選挙区           | 所属政党   | 得票数  | 得票率 | 当選 | 注釈 |
| ---- | ------------------ | ---------------- | ---------- | ------- | ------ | ---- | ---- |
| 2020 | 第10回立法委員選挙 | 桃園市第二選挙区 | 民主進歩党 | 111,963 | 51.64% |      |      |
| 2024 | 第11回立法委員選挙 | 桃園市第二選挙区 | 民主進歩党 | 102,468 | 47.61% |      |      |